# Jadwiga cieszyńska
Jadwiga cieszyńska (ur. między 1469 a 1472, zm. 16 kwietnia 1521) – księżniczka cieszyńska z dynastii Piastów.
Córka i jedyne dziecko księcia cieszyńskiego Przemysława II i Anny, córki księcia warszawskiego Bolesława IV. Żona palatyna Węgier Stefana Zapolyi. Matka królowej polskiej Barbary Zápolyi i króla Węgier Jana Zapolyi.
Jadwiga cieszyńska w wieku 8 lat została osierocona przez ojca. Odtąd opiekę nad nią sprawował brat stryjeczny, Kazimierz II. W grudniu 1486 została wydana za węgierskiego magnata Stefana Zapolyę, który na ślubnym kobiercu stawał już po raz drugi. W latach 1492–1499 jej mąż pełnił urząd palatyna Węgier. Po jego śmierci w 1499 Jadwiga pozostała na Węgrzech, gdzie zarządzała ogromnym majątkiem, który po sobie pozostawił. Hojnie wspierała klasztor kartuzów Lapis Refugii na Spiszu. W 1506 ufundowała zakonnikom dwie nowe cele oraz kaplicę w kościele z 2 ołtarzami, mensę dla ołtarza głównego w kościele, a także powiększyła klasztorny majątek. Kolejny raz poczyniła nadania w 1509. Jadwiga przypuszczalnie ufundowała ołtarze także w trzech innych kościołach na Słowacji. Przypuszcza się, że mogła ona ufundować cykl czterech (częściowo zachowanych) malowideł ściennych w kościele w Czerwonym Klasztorze, przedstawiających sceny z Pasji.
Z małżeństwa ze Stefanem Zapolyą urodziła czworo dzieci: Jana, Jerzego, Barbarę i Magdalenę. Barbara w 1512 poślubiła króla Polski Zygmunta I Starego. Jan stanął na czele antyhabsburskiego stronnictwa szlacheckiego na Węgrzech i w 1526 został koronowany na króla Węgier. Jadwiga nie doczekała tej uroczystości. 16 kwietnia 1521 zmarła na zamku w Trenczynie. Pochowano ją u boku męża w kaplicy Zapolyów w Kapitule Spiskiej.

## Genealogia
| Bolesław I cieszyński ur. po 1363 zm. 6 V 1431 | Bolesław I cieszyński ur. po 1363 zm. 6 V 1431 |                                                       |                                                       | Eufemia mazowiecka 1) ur. 1395/1398 zm. 1447 | Eufemia mazowiecka 1) ur. 1395/1398 zm. 1447 |  |  | Bolesław IV warszawski ur. ok. 1421 zm. 10 IX 1454 | Bolesław IV warszawski ur. ok. 1421 zm. 10 IX 1454 |                                                        |                                                        | Barbara ur. XV w. zm. 25 VII 1488/1492 | Barbara ur. XV w. zm. 25 VII 1488/1492 |
|                                                |                                                |                                                       |                                                       |                                              |                                              |  |  |                                                    |                                                    |                                                        |                                                        |                                        |                                        |
|                                                |                                                |                                                       |                                                       |                                              |                                              |  |  |                                                    |                                                    |                                                        |                                                        |                                        |                                        |
|                                                |                                                | Przemysław II cieszyński ur. ok. 1420 zm. 18 III 1477 | Przemysław II cieszyński ur. ok. 1420 zm. 18 III 1477 |                                              |                                              |  |  |                                                    |                                                    | Anna mazowiecka ur. ok. 1450 zm. 19 XI 1477/14 IX 1480 | Anna mazowiecka ur. ok. 1450 zm. 19 XI 1477/14 IX 1480 |                                        |                                        |
|                                                |                                                |                                                       |                                                       |                                              |                                              |  |  |                                                    |                                                    |                                                        |                                                        |                                        |                                        |
|                                                |                                                |                                                       |                                                       |                                              |                                              |  |  |                                                    |                                                    |                                                        |                                                        |                                        |                                        |
|                                                |                                                |                                                       |                                                       |                                              |                                              |  |  |                                                    |                                                    |                                                        |                                                        |                                        |                                        |

|                                      |                                      | Stefan Zápolya ur. XV w. zm. 25 XII 1499 OO XII 1486 | Stefan Zápolya ur. XV w. zm. 25 XII 1499 OO XII 1486 | Jadwiga cieszyńska ur. 1469/1472 zm. 16 IV 1521 | Jadwiga cieszyńska ur. 1469/1472 zm. 16 IV 1521 |                                              |                                              |  |  |
|                                      |                                      |                                                      |                                                      |                                                 |                                                 |                                              |                                              |  |  |
|                                      |                                      |                                                      |                                                      |                                                 |                                                 |                                              |                                              |  |  |
|                                      |                                      |                                                      |                                                      |                                                 |                                                 |                                              |                                              |  |  |
| Jan Zápolya ur. 1487 zm. 22 VII 1540 | Jan Zápolya ur. 1487 zm. 22 VII 1540 | Jerzy Zápolya ur. ok. 1494 zm. 29 VIII 1526          | Jerzy Zápolya ur. ok. 1494 zm. 29 VIII 1526          | Barbara Zápolya ur. 1495 zm. 2 X 1515           | Barbara Zápolya ur. 1495 zm. 2 X 1515           | Magdalena Zápolya ur. przed lub w 1499 zm. ? | Magdalena Zápolya ur. przed lub w 1499 zm. ? |  |  |

| 1. córka Siemowita IV |